# Kate Cann
Kate Cann (Londen, 1954) is een Engels jeugdauteur.

## Biografie
Schrijfster worden was nooit in haar opgekomen, maar Cann hield wel van boeken en schrijven. In het begin van haar puberteit hield ze regelmatig een dagboek bij. Op school was ze goed in Engels en daarom ging ze Engelse en Amerikaanse literatuur studeren aan de Universiteit van Kent. Daar ontmoette ze later ook de man met wie ze later zou trouwen.
Na haar universiteit ging ze als redacteur werken bij een uitgever. De boeken die ze daar kreeg, vond ze niet realistisch genoeg voor jongeren. Om te bewijzen dat ze het beter kon, begon ze zelf te schrijven. Haar dagboeken kwamen hierbij goed van pas en later gebruikte ze de ervaringen van haar kinderen. Ze gaf ook toe dat ze af en toe weleens de gesprekken van kinderen afluisterde.
Kate Cann woont in Twickenham aan de rivier de Theems met haar man, katten en een hond. Ze heeft een dochter en een zoon. Cann werkt ook nog altijd als redactrice en schrijft ondertussen nog boeken. Hardlopen, wandelen, lezen en tuinieren zijn dingen die ze graag doet.
Cann wil voor jongeren schrijven. Ze schrijft hierover:
"Als je tussen de dertien en zeventien jaar bent, gebeurt er van alles met je. Je begint door te krijgen wie je bent en wat je wilt, je lichaam verandert, je moet naar school, je bent met je toekomst bezig, je wordt verliefd (soms vaker achter elkaar), je gaat voor het eerst uit, voor het eerst zonder volwassenen op vakantie... Ik kan me nog heel goed herinneren wat ik allemaal voelde en meemaakte in die tijd. En over al die gevoelens en emoties en dingen die je bezighouden in de puberteit, zijn maar weinig boeken geschreven."
In het jaar 2001 verscheen het eerste boek: Vrij. In 2002 bracht Cann meer boeken op de markt, namelijk Verscheurd, Verliefd, Twijfels en Samen. Verliefd, Samen en Twijfels zijn een trilogie, net zoals Grof geld, Alle ruimte en Vol gas. Het boek Verliefd gaat min of meer over haar eigen leven. Daar heeft ze haar dagboeken voor gebruikt. Bijna alle boeken gaan trouwens wel over verliefd zijn.

## Prijzen
- 2008 - Angus Book Award